# مارتن مالوني
مارتن مالوني (بالإنجليزية: Martin Maloney)‏ هو كاتب ورسام وفنان بريطاني، ولد في 1961 في لندن في المملكة المتحدة.